# Lioré et Olivier LeO C-30
Lioré et Olivier LeO C-30 byl vírník vyráběný v meziválečném období ve Francii společností Lioré et Olivier.

## Vznik a vývoj
Po úspěchu s nímž se ve Spojeném království setkal vírník Cierva C.30 španělského konstruktéra Juana de la Cierva, vyráběný jeho společností Cierva Autogiro Company, zakoupil francouzský letecký výrobce Lioré et Olivier licenci na výrobu typu ve Francii. Původní sedmiválcový hvězdicový motor Armstrong Siddeley Genet Major byl u této verze nahrazen hvězdicovým devítiválcem Salmson 9NE o výkonu 175 k (130 kW) francouzského původu.

## Operační historie
Větší počet exemplářů typu LeO C-30 byl zakoupen pro potřeby francouzských vzdušných sil a námořního letectva. K 31. prosinci 1937 bylo Armée de l'Air převzato dvacet kusů, které byly přiděleny jednotkám určeným ke spolupráci s pozemním vojskem a operačně podřízeným jeho velení.
Vzhledem k absenci křídel nesl typ francouzské kokardy na bocích trupu a také na stabilizátorech vodorovných ocasních ploch, na rozdíl od vírníků Rota britského Royal Air Force, označených pouze trupovými kokardami a později pruhy na svislé ocasní ploše.
Všechny stroje LeO C-30 francouzských ozbrojených sil byly zničeny nebo ukořistěny Wehrmachtem během bojů v květnu a červnu 1940.

## Varianty
Vylepšené varianty byly označené C-30S, C-301 a C-302. Celková produkce všech verzí dosáhla počtu 59 kusů.

## Pozdější vliv
Zkušenosti s výrobou letadel s rotujícími nosnými plochami, získané licenční výrobou LeO C-30, umožnily po druhé světové válce znárodněnému podniku Société nationale des constructions aéronautiques du Sud-Est vývoj vírníku vlastní konstrukce SNCASE SE.700.

## Uživatelé
- Francie
  - Aéronavale
  - Armée de l'Air

## Specifikace (LeO C-30)

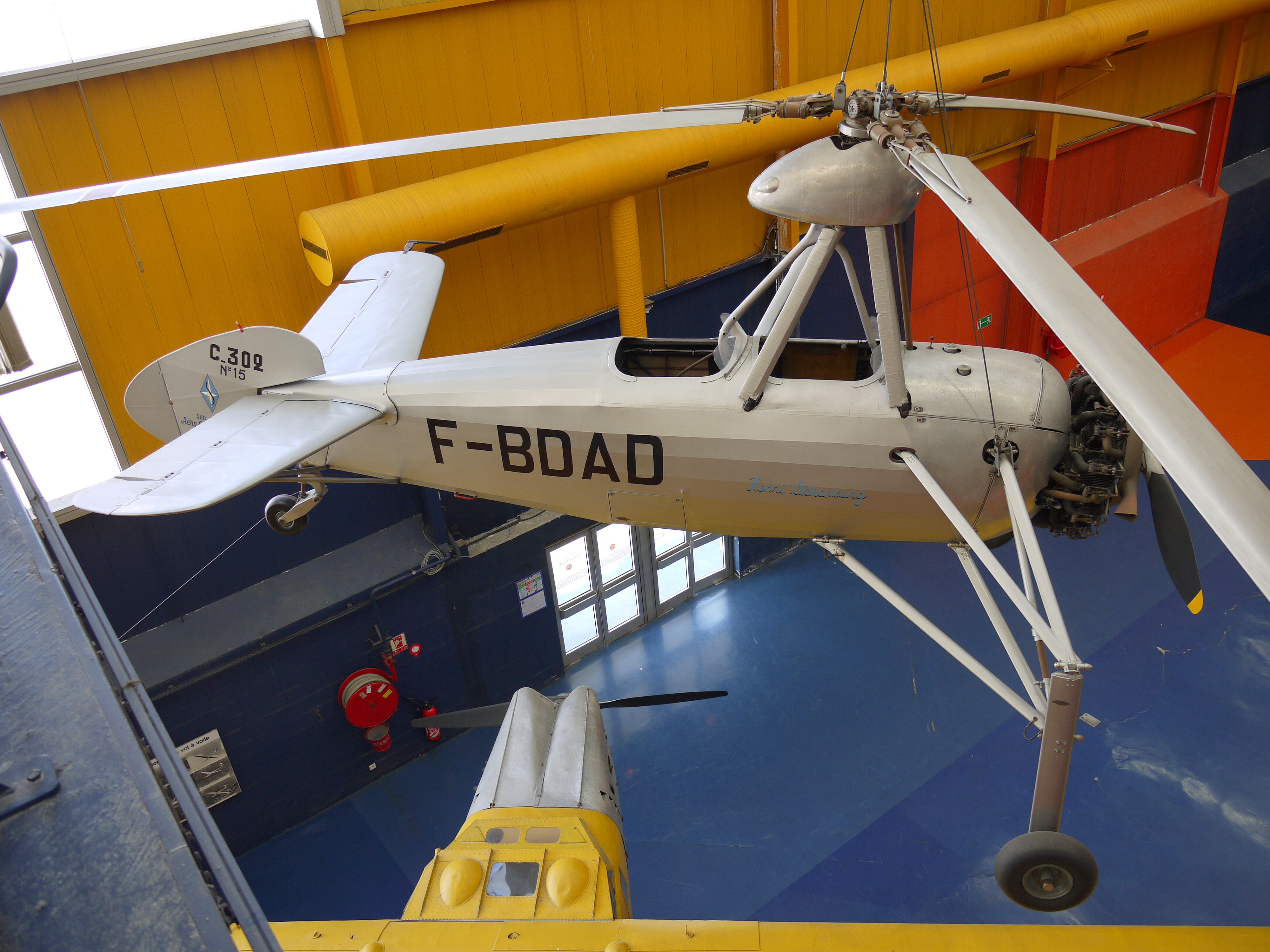
Leo C-302 (F-BDAD) v Musée de l'Air et de l'Espace

Údaje podle

### Technické údaje
- Osádka: 2 (pilot a pozorovatel)
- Délka: 7,40 m
- Průměr hlavního rotoru: 11,30 m
- Výška: 3,05 m
- Prázdná hmotnost: 545 kg
- Vzletová hmotnost: 863 kg
- Pohonná jednotka: 1 × vzduchem chlazený hvězdicový devítiválec Salmson 9NE
- Výkon pohonné jednotky: 130 kW (175 k)

### Výkony
- Maximální rychlost: 170 km/h
- Cestovní rychlost: 153 km/h
- Dostup: 4 000 m
- Stoupavost: 216 m/min
- Dolet: 350 km